# Институт психологии РАН
Институ́т психоло́гии Росси́йской акаде́мии нау́к — исследовательское учреждение, входящее в состав секции философии, психологии, социологии и права при Отделении общественных наук РАН. Основан в 1971 году. На базе ИП РАН функционирует факультет психологии Государственного академического университета гуманитарных наук.

## Структура
Институт включает 10 научных подразделений (лабораторий):
1. Лаборатория психологии труда, эргономики, инженерной и организационной психологии (заведующий —  доктор психологических наук, профессор А. Н. Занковский);
2. Лаборатория познавательных процессов и математической психологии (заведующий —  д.психол.н., профессор Е. С. Самойленко);
3. Лаборатория психофизиологии им. В. Б. Швыркова (заведующий — академик РАО, профессор Ю. И. Александров);
4. Лаборатория социальной и экономической психологии (заведующий — д.психол.н., профессор РАН Т. А. Нестик);
5. Лаборатория психологии личности (заведующий — д.психол.н., профессор РАН В. В. Нуркова[2]);
6. Лаборатория психологии и психофизиологии творчества (заведующий — академик РАН Д. В. Ушаков);
7. Лаборатория психологии развития субъекта в нормальных и посттравматических состояниях (заведующая — профессор Н. Е. Харламенкова);
8. Лаборатория психологии речи и психолингвистики (заведующая —  д.психол.н., профессор Н. Д. Павлова);
9. Лаборатория истории психологии и исторической психологии (бывшая заведующая — д.психол.н., профессор В. А. Кольцова);
10. Лаборатория психологии способностей и ментальных ресурсов им. В. Н. Дружинина (заведующая —  д.психол.н., профессор Е. В. Волкова).

Также в ИП РАН действуют редакционно-издательский отдел (начальник отдела — д.психол.н. В. И. Белопольский) и отдел по связям с общественностью (начальник отдела — К. Б. Зуев).

## Сотрудники
В институте работает более 20 докторов наук и более 100 кандидатов наук.

## История
В 1945 году при Институте философии АН СССР под руководством заместителя директора, члена-корр. АН СССР С. Л. Рубинштейна был создан Сектор философских проблем психологии. В 1949 году в ходе кампании по борьбе с космополитизмом Рубинштейн был отстранён от руководства Сектором, а впоследствии на непродолжительное время сектор был распущен: так, 17 августа 1951 года на заседании Президиума АН (протокол № 60, постановление 527) была изменена структура института, и психологического сектора в нём уже не оказалось. Уже через пять лет подразделение было реорганизовано и восстановлено: 30 сентября 1955 года в составе института по постановлению Президиума АН № 492 был создан сектор психологии. С 1955 года и до своей смерти сектором руководил Рубинштейн, а в 1960—1972 годах — Е. В. Шорохова.
Тем не менее, формально институт был основан решением Президиума АН СССР от 16 декабря 1971 года. Весной и летом 1972 года создавались новые подразделения, набирались научные сотрудники. Осенью 1972 года в Институт психологии в полном составе перешло научное подразделение из Института философии АН СССР — сектор философских проблем психологии под руководством Е. В. Шороховой. С 1972 года в новом институте развернулась активная научная деятельность: начали работать семинары, на которых выступали и дискутировали сотрудники всех лабораторий, готовились первые публикации. Параллельно также проходили и строительно-ремонтные работы: при участии всех сотрудников происходила перепланировка помещений, готовились экспериментальные комплексы.
История Института психологии связана с такими именами, как член-корр. АН СССР, проф. Б. Ф. Ломов (создатель и первый директор Института с 1971 по 1989 год); член-корр. РАН, проф. А. В. Брушлинский (директор с 1989 по 2002 год); первый лауреат золотой медали имени В. М. Бехтерева, заслуженный деятель науки России, основатель научной школы по психологии творческого мышления и интуиции проф. Я. А. Пономарёв; создатель субъективной психофизики проф. К. В. Бардин; член-корр. АПН СССР, известный психофизиолог проф. В. Д. Небылицын, известный нейрофизиолог, создатель научной школы проф. В. Б. Швырков, психолог и организатор науки проф. В. Н. Дружинин, известный социальный психолог М. И. Бобнева и др.
Директором института является с 2017 года акад. Д.В. Ушаков. Ранее, в 2002—2017 годах директором института был акад. А.Л. Журавлёв, который с 2017 года назначен на должность научного руководителя института. 
При институте есть издательство «Институт психологии РАН». C 1980 года выпускается «Психологический журнал» (основан Б. Ф. Ломовым). Научная база Института включает более 20 организаций и обществ.
В память о Б. Ф. Ломове на здании Института установлена мемориальная доска.